# Перро, Яник
Яник Перро (англ. Yanic Perreault; 4 апреля 1971, Шербрук, Квебек) — профессиональный канадский хоккеист. Завершил игровую карьеру в 2008 году. Амплуа — центральный нападающий.
Во второй половине карьеры считался лучшим мастером в НХЛ по игре на вбрасываниях.
На драфте НХЛ 1991 года был выбран в 3 раунде под общим 47 номером командой «Торонто Мейпл Лифс». 11 июля 1994 года обменян в «Лос-Анджелес Кингз». 23 марта 1999 года обменян в «Торонто Мейпл Лифс». 4 июля 2001 года как неограниченно свободный агент подписал контракт с «Монреаль Канадиенс». 3 октября 2005 года как неограниченно свободный агент подписал контракт с «Нэшвилл Предаторз». 29 октября 2006 года как неограниченно свободный агент подписал контракт с «Финикс Койотис». 27 февраля 2007 года обменян в «Торонто Мейпл Лифс».
Прозвище — «Бесстрашный Яник» (англ. No Panic Yanic).

## Достижения
- Серебряный призёр чемпионата мира 1996 г. в составе сборной Канады.
- Лучший бомбардир чемпионата мира 1996 г.
- Участник матча всех звёзд НХЛ (2007)

## Статистика
```
                                            --- Regular Season ---  ---- Playoffs ----
Season   Team                        Lge    GP    G    A  Pts  PIM  GP   G   A Pts PIM
--------------------------------------------------------------------------------------
1988-89  Trois Rivieres Draveurs     QMJHL  70   53   55  108   48   4   0   0   0   7
1989-90  Trois Rivieres Draveurs     QMJHL  63   51   63  114   75   7   6   5  11  19
1990-91  Trois Rivieres Draveurs     QMJHL  67   87   98  185  103   6   4   7  11   6
1991-92  St. John's Maple Leafs      AHL    62   38   38   76   19  16   7   8  15   4
1992-93  St. John's Maple Leafs      AHL    79   49   46   95   56   9   4   5   9   2
1993-94  St. John's Maple Leafs      AHL    62   45   60  105   38  11  12   6  18  14
1993-94  Toronto Maple Leafs         NHL    13    3    3    6    0  --  --  --  --  --
1994-95  Phoenix Roadrunners         IHL    68   51   48   99   52  --  --  --  --  --
1994-95  Los Angeles Kings           NHL    26    2    5    7   20  --  --  --  --  --
1995-96  Los Angeles Kings           NHL    78   25   24   49   16  --  --  --  --  --
1996-97  Los Angeles Kings           NHL    41   11   14   25   20  --  --  --  --  --
1997-98  Los Angeles Kings           NHL    79   28   20   48   32   4   1   2   3   6
1998-99  Los Angeles Kings           NHL    64   10   17   27   30  --  --  --  --  --
1998-99  Toronto Maple Leafs         NHL    12    7    8   15   12  17   3   6   9   6
1999-00  Toronto Maple Leafs         NHL    58   18   27   45   22   1   0   1   1   0
2000-01  Toronto Maple Leafs         NHL    76   24   28   52   52  11   2   3   5   4
2001-02  Montreal Canadiens          NHL    82   27   29   56   40  11   3   5   8   0
2002-03  Montreal Canadiens          NHL    73   24   22   46   30  --  --  --  --  --
2003-04  Montreal Canadiens          NHL    69   16   15   31   40   9   2   2   4   0
2005-06  Nashville Predators         NHL    69   22   35   57   30   1   0   0   0   2
2006-07  Phoenix Coyotes             NHL    49   19   14   33   20  --  --  --  --  --
2006-07  Toronto Maple Leafs         NHL    17    2    3    5    4  --  --  --  --  --
2007-08  Chicago Blackhawks          NHL    53    9    5   14   24  --  --  --  --  --
--------------------------------------------------------------------------------------
         NHL Totals                        859  247  269  516  402  54  11  19  30  18

```

### Международные соревнования
| Год                  | Сборная              | Турнир               | Место                |   | И | Г | П | О | Штр |
| -------------------- | -------------------- | -------------------- | -------------------- | - | - | - | - | - | --- |
| 1996                 | Канада               | ЧМ                   |                      | 8 | 6 | 3 | 9 | 0 |     |
| Всего (осн. сборная) | Всего (осн. сборная) | Всего (осн. сборная) | Всего (осн. сборная) | 6 | 6 | 3 | 9 | 0 |     |